# Антуан де Вилль
Антуан де Вилль (фр. Antoine de Ville, ок. 1596 — ок. 1656) — выдающийся французский военный инженер, один из первых теоретиков бастионной фортификации во Франции, участник религиозных войн и Тридцатилетней войны.

## Биография
Сведения о жизни и профессиональной деятельности Антуана де Вилля дошли до нас, главным образом, благодаря его сочинениям и переписке. Уроженец Тулузы, он, насколько можно судить, был потомком дворянской семьи из Дофине, обосновавшейся в конце XV века в Лангедоке. Где и у кого он получил образование, неизвестно; из его письма к Галилео Галилею можно сделать вывод, что отрочество де Вилль провел в иезуитском коллеже.
В начале 1620-х годов Антуан по примеру своего старшего брата Лорана — впоследствии майора на савойской службе — посвятил себя профессии военного и, поступив во французскую армию, принял участие в подавлении сепаратистского движения гугенотов. Осады удерживавшихся гугенотами южнофранцузских укрепленных городов Сен-Жан д’Анжели, Монтобана, Руайяна, Клерака, Негрепелиса и др. (1621—1622 годы) пробудили в нём интерес к фортификации — науке, которой он посвятил жизнь.
Во второй половине 1620-х годов де Вилль перешел на службу герцога Савойи Карла-Эммануила и за отличие в осадах города Вольтаджо и крепости Верруа был посвящен в кавалеры савойского ордена Маврикия и Лазаря (1626 год).
В 1628 году в качестве военного инженера, очевидно по приглашению кардинала Ришельё, принимал участие в осаде протестантской крепости Ла-Рошель.
В 1632—1634 годах — на службе Венецианской республики. Руководил, в частности, модернизацией крепостных укреплений венецианского города Пулы, восстановлением оборонительных сооружений Мантуи, Бергамо и других мест, посетил с исследовательскими целями крепости острова Мальта.
Около 1635 года, после вступления Франции в Тридцатилетнюю войну, возвратился на родину, в 1636 году руководил сооружением циркумвалационной линии вокруг оккупированного испанцами города Корби, в 1637 году — инженерными работами на осаде крепости Ландреси в Испанских Нидерландах, в 1638 году находился под стенами Катле, а в 1639 году — Эдена. Благодаря покровительству кардинала Ришельё, по некоторым сведениям, удостоился генеральского чина. В последующие годы войны, и, видимо, после её окончания, занимался, по мнению исследователей, инспектированием и обустройством крепостей в Артуа и Пикардии.

## Сочинения
Главное сочинение Антуана де Вилля — «Фортификация» (Les fortifications…; полное название — «Фортификация кавалера Антуана де Вилля, содержащая метод укрепления любых крепостей, как регулярных, так и иррегулярных, где бы они ни находились, а равно мостов, дорог, протоков рек и морских портов, правила сооружения всякого рода фортов и цитаделей и общедоступный способ её начертания на местности, преподанная согласно всем современным требованиям, что применены в лучших крепостях Европы, и поверенная синусами и логарифмами»), первое издание — 1628/1629 годы. Состоит из трёх больших разделов (или книг, согласно терминологии самого автора), каждый из которых, в свою очередь, подразделяется на несколько частей и включает по нескольку десятков глав. Первый, самый большой, раздел посвящен теории бастионной системы, проектированию и строительству новых, а также усовершенствованию старых оборонительных сооружений, второй — науке осады и, наконец, третий — правилам обороны крепостей. «Фортификация» — одно из первых сочинений во Франции, посвященных осадной войне, — послужила, наряду с трудами Эррара и Пагана, теоретическим фундаментом фортификационной науки, получившей наивысшее развитие в последней четверти XVII в. и связанной с именем маршала де Вобана.
После вступления Франции в Тридцатилетнюю войну де Вилль переработал «Фортификацию» в ёмкое практическое пособие, предназначенное для губернаторов (наместников) военных крепостей — «Обязанности губернатора крепости мессира Антуана де Вилля, кавалера, — книгу, содержащую всякого рода правила, которые надлежит соблюдать, дабы обеспечить крепость всем необходимым для поддержания боеспособности, а равно обороны и отражения любых нападений; общепонятное руководство к выявлению и устранению всех недостатков крепости; краткое изложение фортификации с изъяснением достоинств таковой, а также знаний, которыми должен обладать дворянин и человек, облечённый командованием, дабы судить о крепости и нести в ней службу, а сверх того, трактат о малой войне» (первое издание — 1639 год, русский перевод — 2016 год).
Во время службы Венецианской республике, помимо исследования о римских сооружениях города Пулы (Descriptio portus et urbis Polæ antiquitatum, 1633), де Вилль выпускает ещё две небольшие работы: о ловле тунца на Адриатическом побережье (Thynnorum piscationis descriptio curiosa, figuris æneis accuratissimis illustrata, 1633) и истории ежегодных кулачных боёв в Венеции (Pyctomachia Veneta seu pugnorum certamen Venetum ab Antonio de Ville equite Gallo, 1634). Ко времени пребывания де Вилля во владениях Венеции относится и его переписка с Галилеем, касающаяся, в частности, обсуждения сочинения Галилея «Диалог о двух главнейших системах мира…», а также спорных вопросов математической механики.
В первые годы участия Франции в Тридцатилетней войне один за другим вышли из печати отчёты де Вилля об успешных осадах занятых испанцами крепостей в Пикардии и Артуа — Obsidio Corbiensis (1637), Siège de Landresy (1637) и Siège de Hesdin (1639).

## Русский перевод сочинения «Обязанности губернатора крепости»
Русский перевод сочинения Антуана де Вилля «Обязанности губернатора крепости» с примечаниями, комментариями и обширной библиографией был предпринят Я. С. Семченковым по оригинальному французскому изданию 1639 г. и вышел в московском издательстве «Грифон» в 2016 г. Основными источниками при составлении справочного аппарата стали военные и языковые словари XVIII в.: Dictionnaire militaire portative, contenant tous les termes propres à la guerre Ф.-А. Обера Ла Шене де Буа, Dictionnaire français, contenant les mots et les choses, plusieurs nouvelles remarques sur la langue française С.-П. Ришле и Dictionnaire universel, contenant généralement tous les mots françois, tant vieux que modernes, et les termes de toutes les sciences et des arts А. Фюретьера. В русском переводе «Губернатора…» были сохранены все оригинальные планшеты со схемами и пояснительные таблицы в тексте, гравированные рукой автора, а также исправлены замеченные опечатки; фортификационные термины, за исключением немногих, представляющихся в наши дни чересчур архаичными, даны в соответствии с Ручным словарем для инженеров… М. Руже, Фортификацией А. З. Теляковского, Энциклопедией военных и морских наук Г. А. Леера, Фортификационным словарем В. Ф. Шперка и некоторыми другими работами.